# 007：惡魔四伏
《007：幽灵党》（英語：Spectre）是一部2015年英國動作間諜片，為永世製作公司第24部詹姆斯·龐德电影。由山姆·曼德斯执导，丹尼尔·克雷格、克里斯托弗·瓦尔兹、蕾雅·瑟杜、莫妮卡·贝鲁奇、安德鲁·斯科特、戴夫·巴蒂斯塔、拉尔夫·费因斯、娜奥米·哈里斯和本·威士肖主演，約翰·洛根、尼爾·普維斯、羅伯·韋德和杰斯·巴特沃斯编剧。电影讲述邦德首次接触全球犯罪组织惡魔黨，这是该组织自1971年电影《鐵金剛勇破鑽石黨》以来再度登场。本片成本高達2.45億美元，排名史上高成本電影第九名。
影片于2015年10月26日举行全球首映礼；并于同日在英国和爱尔兰上映；美国于11月6日上映，香港和台灣于11月5日上映，中国大陆于11月13日上映。

## 劇情
軍情六處代號「007」特工詹姆斯·龐德收到M夫人離世前寄來的郵件，獨自追查神秘殺手馬可·席亞拉。龐德在墨西哥城亡靈節當天跟蹤席亞拉時，發現他企圖在夜晚時的體育場佈置炸彈襲擊。龐德於是和他們進行交火，卻不慎將整棟樓炸毀。後全力追捕席亞拉，也在他搭直升機逃跑時追上他，拿走他手上佩戴的一個刻有章魚符號的戒指後將他踢出直升機墜亡。任務雖然完成，但龐德也因為在墨西哥引發騷亂，被新官上任的「M」葛瑞斯·馬洛里停職，並從他口中得知近期的軍情五處和軍情六處合併，引發他與聯合情報部門主管「C」麥克斯·登比的權力鬥爭；還瞭解到C創建「九眼計畫」（Nine Eyes）：全球監控的安全協議；此協議如被C得手，他不但有權自由查看全球情報，甚至還會永遠廢除“00”系特工部門。
龐德來到羅馬參加席亞拉的葬禮，短暫面會席亞拉的遺孀露西亚，在她即將被刺殺一刻救下她。露西亞解釋她的丈夫是一個神秘犯罪組織的一員，龐德聯絡本地美國大使館將露西亞安頓好後，潛入組織在卡登薩宮殿里的會議，瞭解到他們就是世界各地近期發生的各個恐怖襲擊的元兇。當在場所有成員一致同意除掉代號為「蒼白王」的成員時，組織的幕後首領走進來，一眼識破在場的龐德；龐德注意到他的身份為將自己養大的義父之獨子法蘭茲·奧柏豪瑟。龐德轉身開車逃跑時，剛好遭到組織刺客辛克斯的追捕，最後開車穿越整個羅馬、將車開水裡才將他甩掉。龐德將信息報告給曼妮潘妮時，她彙報說蒼白王身為失蹤多年的懷特先生，前量子組織的幹部。龐德也叫曼妮潘妮追查奧柏豪瑟，其原本早在在多年前就陪義父死於一場雪崩。
龐德來到奧地利湖邊小屋中找到懷特先生，發現他因為鉈中毒而時日不長，懷特在臨終之際叫龐德去找到並守護他的女兒瑪德琳·斯旺，說她會幫他去找到「美國人」（L'Américain），將遺願交代完後就舉槍自盡。龐德來到瑪德琳在阿爾卑斯山脈中所工作的私人診所，和她談過後卻發現她根本不想參與其中。而辛克斯帶隊劫走瑪德琳，迫使龐德只能開飛機阻止他們並救回瑪德琳。當兩人和Q會面後，Q分析席亞拉的戒指發現，上面的DNA不僅聯通奧柏豪瑟，甚至還包含所有龐德歷年來對付過的敵人：洗錢人契夫軻、環保恐怖分子多米尼克·格林、殺手帕崔斯、包括殺死M夫人的洛烏·施化。瑪德琳隨後說組織全名為「惡魔黨」（SPECTRE），而美國人也只是丹吉爾的一家酒店名稱。
龐德和瑪德琳來到酒店入住時找到懷特先生的秘密房間，定位找到組織位於沙漠的行動基地位置。當兩人坐火車穿越沙漠前往時，辛克斯再度出現與龐德大打出手。在瑪德琳的出手相救下，龐德利用繩子和重物將他從火車上扯出去，而兩人也剛好愛上雙方。第二天，兩人到達沙漠隕石坑改造而成的基地後會面奧柏豪瑟本人，而他表示組織安排的一系列恐怖襲擊，是為了讓各國認可並實施C所安排的九眼計畫，得以讓組織得到數不盡的情報局機密調閱權利。之後，奧柏豪瑟開始折磨龐德，並開始訴說自己起因於龐德被自己父親漢斯所領養；當他發現龐德霸佔地位，基於妒忌而暗殺父親後偽造自己的死，從此利用假名「恩斯特·史塔羅·布洛菲」而組建惡魔黨來秘密和龐德抗衡。瑪德琳實在看不下去而解救龐德，龐德利用手錶炸彈炸毀整座基地後和瑪德琳一起逃出生天。
由於各地恐怖襲擊發生次數超量，九國一致同意正式啟動九眼計畫；馬洛里、泰納、Q和曼妮潘妮會見回到倫敦的龐德和瑪德琳，瞭解真相後決定孤軍奮戰。瑪德琳決定和龐德告別後離去。馬洛里和龐德打算一起去逮捕C時卻被C的人伏擊，馬洛里暗中脫逃，龐德一人被帶到當初被嚴重炸毀而即將被爆破拆卸的SIS大樓，跟隨指示箭頭後再次重逢逃過一劫且刮傷一隻眼的布洛菲。布洛菲告知龐德說瑪德琳被囚禁在大樓的某處，之後啟動爆破大樓的炸彈計時器，給他限時三分鐘來找出她、或是在爆炸前逃跑。龐德狂奔至頂樓找到瑪德琳，和她一起搭快艇通過地下水道逃至泰晤士河上。馬洛里一行人來到聯合情報大樓中關閉九眼計畫，被抓到現行的C在不服氣下企圖反抗，卻不慎從高處墜落而摔死。
SIS大樓正式爆破坍塌，得意洋洋的布洛菲搭直升機離開，在快艇上的龐德靠幾槍就成功將直升機擊毀。直升機迫降在西敏橋上，布洛菲爬出殘骸後被龐德用槍指著，但龐德看在瑪德琳的份上選擇不殺他，扔掉槍後轉身去跟瑪德琳團聚，而馬洛里則是直接將布洛菲收押。之後，龐德在離開前還是從Q手中拿回已經修復完成的阿斯頓馬丁DB5，伴隨著瑪德琳一起駕車離去。

## 演员

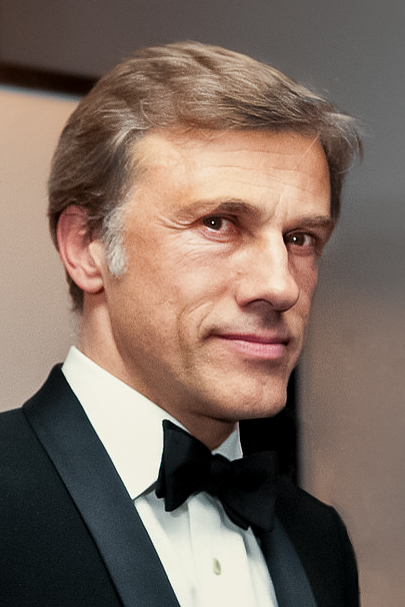
克里斯多夫·華茲将饰演影片反派恩斯特·布洛費

| 演員                | 角色                                      | 備註                                                                     |
| 丹尼尔·克雷格       | 詹姆斯·龐德 James Bond                    | 英國特務代號“007”，在追查惡魔黨的時候，剛好也成為了惡魔黨的特别目标。    |
| 克里斯托弗·瓦尔兹   | 恩斯特·史塔羅·布洛菲 Ernst Stavro Blofeld | 惡魔黨的首腦，為龐德義父的獨子，不滿龐德奪走了自己的地位而決定和他抗衡。 |
| 蕾雅·瑟杜           | 瑪德琳·史旺博士 Dr. Madeleine Swann       | 奧地利阿爾卑斯山一私人诊所的心理学家，懷特先生的女兒。                   |
| 莫妮卡·贝鲁奇       | 露西亚·席亞拉 Lucia Sciarra               | 席亞拉的妻子，龐德暗殺席亞拉後成為寡妇。                                 |
| 安德鲁·斯科特       | 麦克斯·登比 Max Denbigh                   | 英国政府人员，代號C。                                                    |
| 戴夫·巴帝斯塔       | 辛克斯先生 Mr. Hinx                       | 刺客，布洛菲的副手，惡魔黨高层人員。                                     |
| 拉尔夫·费因斯       | M／葛瑞斯·马洛里 Gareth Mallory           | 軍情六處主任，龐德的上司。                                               |
| 娜奥米·哈里斯       | 伊芙·曼妮潘妮 Eve Moneypenny              | 离开职位成为M的秘書的前特工。                                            |
| 本·威士肖           | Q                                         | 军情六处军需官，向龐德提供装备。                                         |
| 罗里·金尼尔         | 比尔·坦纳 Bill Tanner                     | 军情六处总管。                                                           |
| 加斯帕·克里斯滕森   | 懷特先生 Mr. White                        | 量子组织高层，军情六处逃犯，也為惡魔黨效力。                             |
| 亚利桑德罗·克雷莫纳 | 马可·席亞拉 Marco Sciarra                 | 惡名昭著的罪犯，露西亚的丈夫，為惡魔黨墨西哥爆破行動與殺掉蒼白王的使者。 |
| 茱蒂·丹契           | 前任M夫人 Mallory's predecessor M         | 客串在本電影中，以影片的方式命令龐德去解決 马可·席亞拉，並且出席他的葬禮 |

## 制作

### 版权纠纷
惡魔黨组织及其角色长期以来的专利权诉讼，早在1961年就在伊恩·弗莱明和凯文·麦克格罗瑞间展开。当时麦克格洛瑞把小说《霹靂彈》改编成同名未上映电影的剧本，用上小说的元素。1963年，弗莱明与凯文·麦克格罗瑞达成庭外和解，授予麦克格罗瑞电影改编权，麦克格罗瑞得以在1965年制作电影《霹靂彈》，并找来艾伯特·R·布洛克里和哈里·萨尔兹曼。而1983年非正式电影《巡航导弹》的文字版权仍为弗莱明所持有。
2013年11月，米高梅和麦克格罗瑞，与永世制作公司子公司丹吉特正式达成协议，米高梅将收购恩斯特·斯塔弗洛·布洛費和惡魔黨概念和特点的全部版权。

### 预制

#### 索尼影業駭客攻擊事件
2014年11月，索尼影视内部網路遭到駭客针对性攻击，公司高层间的机密电子邮件被公开，其中包括数部备受瞩目的电影計畫。电邮中包括数条备忘录，跟《鬼影帝國》的制作据称超出预算和约翰·洛根编写的早期剧本详情有关。永世制作公司随后发表声明，证实“剧本的早期版本”被泄露。

#### 选角

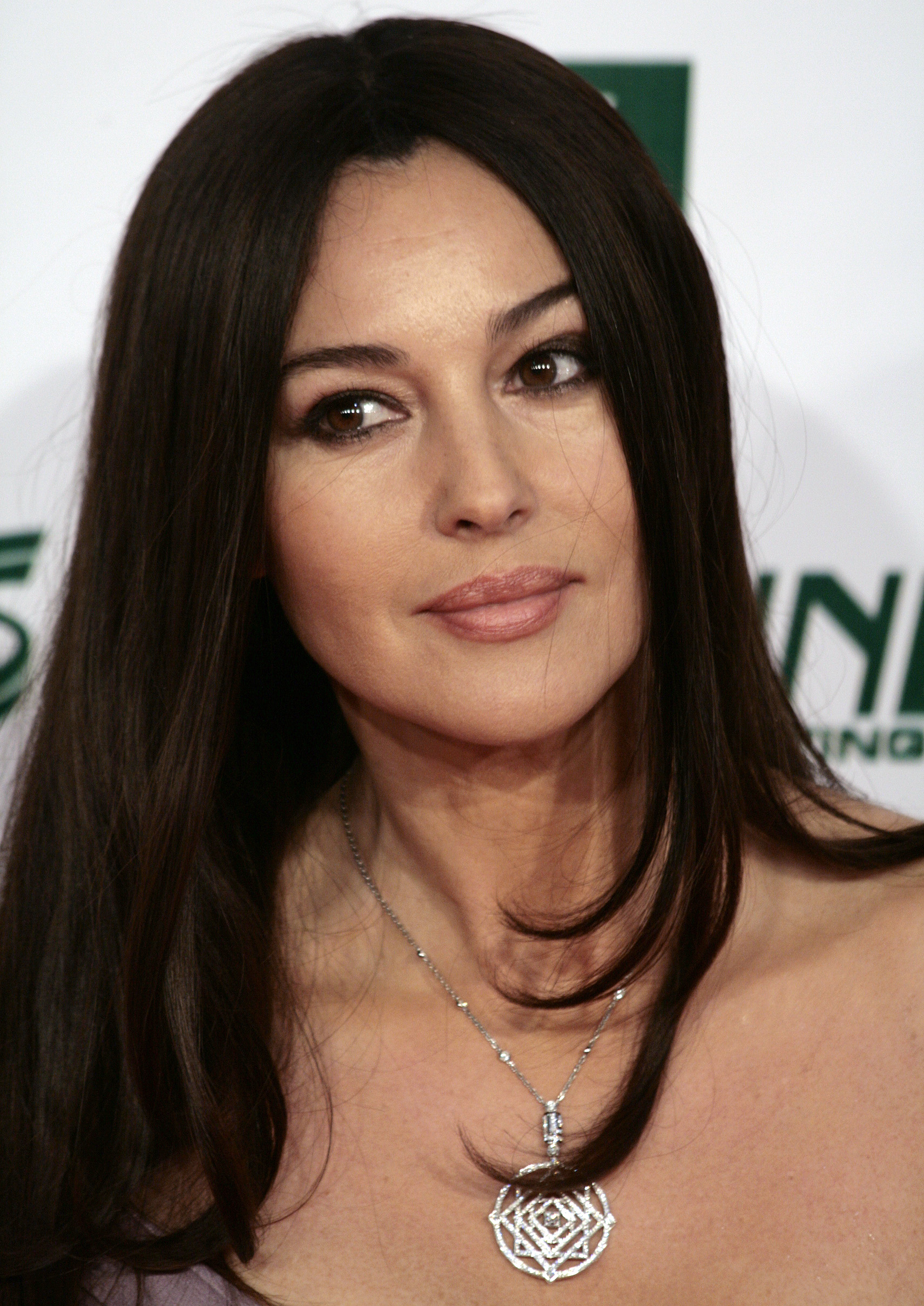
年届五十的莫妮卡·贝鲁奇成为年纪最大的“邦女郎”。

#### 剧组

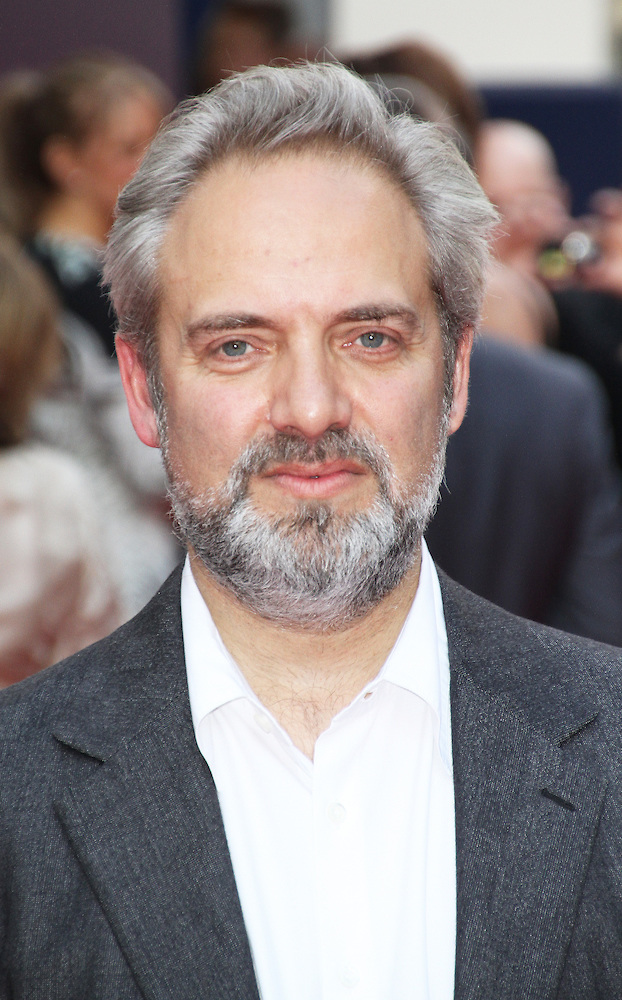
山姆·曼德斯回归担任导演。

### 摄制

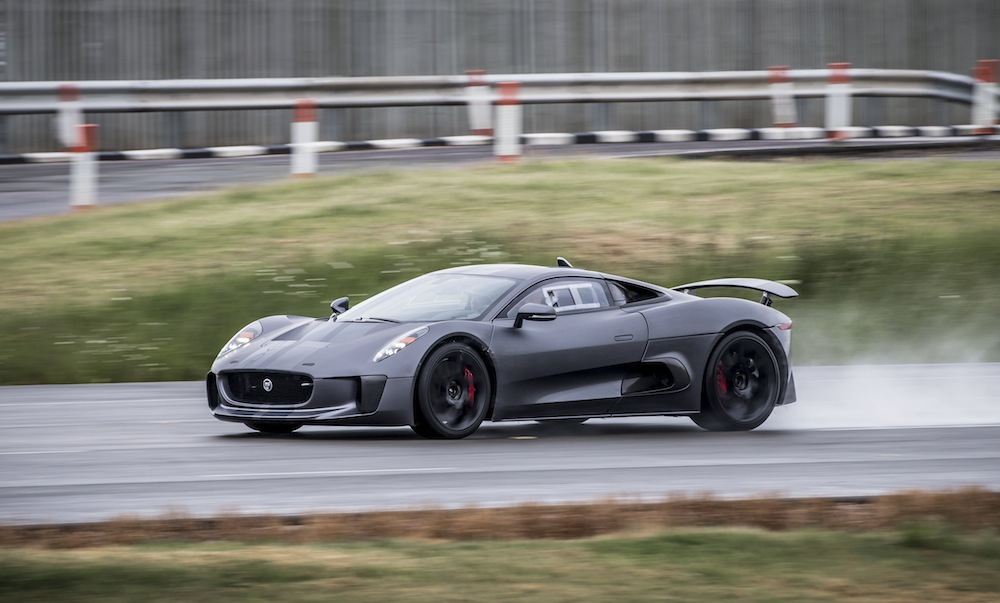
2012年被撤消后，捷豹C-X75在影片重新登場

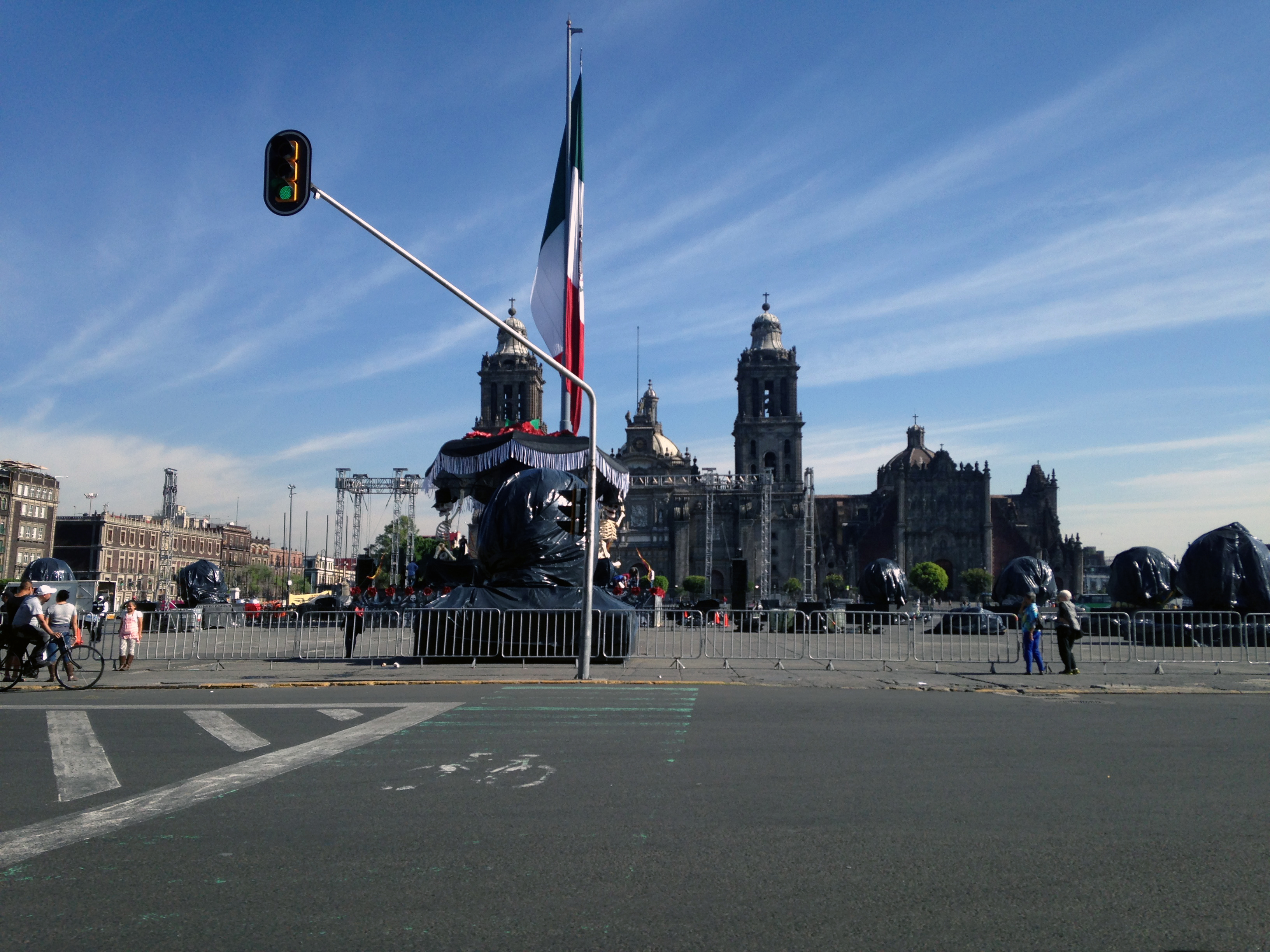
2015年3月，墨西哥城的取景在宪法广场结束。